# Parque Nacional de Superagui
O Parque Nacional de Superagui foi criado em 1989 com uma área inicial de cerca de 21.400 ha. Em 1999 ocorreu outra demarcação e a área aumentou para cerca de 34.000 ha, o que incluía a Ilha de Superagui, a Ilha das Peças, a Ilha de Pinheiro e a Ilha do Pinheirinho. Foram incluídos ainda o vale do Rio dos Patos, no continente, e o Canal do Varadouro, que separa a Ilha do Superagui das terras continentais.
O Parque Nacional faz parte do complexo estuário de Paranaguá, Cananeia e Iguape. Em 1991, o parque foi declarado Reserva da Biosfera pela UNESCO, já que sob ponto de vista de suplemento alimentar é uma das áreas mais importantes do país. Mais recentemente, em dezembro de 1999, o parque foi também declarado Patrimônio Natural da Humanidade, também pela UNESCO. Abriga baías, praias desertas, restingas, manguezais e abundantes formações de Floresta Atlântica. Várias espécies animais, algumas delas raras ou ameaçadas de extinção, como o papagaio-chauá (Amazona rhodocorytha) e o papagaio-da-cara-roxa (Amazona brasiliensis), o mico-leão-da-cara-preta (Leontopithecus caissara) e o jacaré-de-papo-amarelo (Caiman latirostris), vivem dentro dos seus limites.
O parque ainda não possui uma infraestrutura turística organizada, nem existe um plano de manejo. Somente a vila da Barra do Superagui está fora dos limites do parque e lá existem oito pousadas, quatro restaurantes e um camping. Não há transporte marítimo regular, sendo necessário fretar barcos particulares para chegar ao local. A demanda turística ainda é relativamente pequena, mas em consequência da instalação de eletricidade no final do ano 1998 e da proximidade do parque a dois grandes centros urbanos — Curitiba e São Paulo —, é provável que a demanda aumente consideravelmente num futuro próximo, o que torna urgente um programa de planejamento turístico.
É administrado pelo Instituto Chico Mendes de Conservação da Biodiversidade (ICMBio).

## História
Na área foram encontrados muitos sambaquis que são provas que houve pescadores muito antigos, depois a região foi habitada por índios carijós e tupiniquins, depois vieram os portugueses.
Em 1852 Perret Gentil, cônsul suíço no Rio de Janeiro, fundou na Ilha de Superagui uma das primeiras colônias europeias no estado do Paraná, no início foram instaladas 15 famílias.